# Ladislas Starewitch
Władysław Starewicz des armoiries Odrowąż (en français Ladislas Starewitch, en russe : Владислав Старевич) né le 8 août 1882 à Moscou et mort le 26 février 1965 à Fontenay-sous-Bois, est un réalisateur de films d’animation russe d’origine polonaise et naturalisé français, pionnier du film de marionnettes animées (technique d’animation en volume).

## Biographie
Fils d'Aleksander Starewicz et d'Antonina née Legęcka, Władysław est né à Moscou de parents polonais favorables à l’indépendance de la Pologne, alors partagée entre l’Allemagne, l’Autriche-Hongrie et la Russie. Son père a participé à l'insurrection polonaise de 1863 contre l'empire russe. Władysław perd sa mère à l’âge de quatre ans et c'est sa grande-mère qui l'élève à Kovno. Durant son enfance, il s’intéresse au dessin, à la peinture et à l’entomologie. Il continue son éducation au lycée de Tartu qu'il termine  vers 1903-1904. Il part ensuite à Vilna où il étudie la peinture à l'école de dessin dans la classe de Stanisław Jarocki.
En 1906, il épouse Anna Zimmermann. Ils ont deux filles, Irena et Janina. Il travaille au cadastre à Kovno et occupe ses loisirs à faire du théâtre, photographier, puis filmer.
En 1909, Starewicz réalise des courts-métrages pour le musée ethnographique de Kovno dont il est cofondateur. Ces films portent sur des manifestations populaires dans la région et sur les insectes. Les deux facettes - ethnographique et entomologique - sont la marque de l’œuvre de Starewicz. Passionné d’entomologie, il rêve de filmer un combat de scarabée. Ainsi naît La Lutte des cerfs-volants (Lucanus Cervus), son premier film d’animation image par image. 

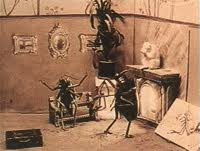
La Vengeance du ciné-opérateur

En 1910, il réalise La Belle Lucanide, inspiré de la Belle Hélène, une histoire d’adultère qui devient une comédie.  Dans La Vengeance du ciné-opérateur, réalisé la même année, un cadreur chevauchant une motocyclette suit le mari adultère pour filmer les scènes compromettantes. La projection publique de son film s'achève par l'incendie de la cabine de projection. La Vengeance du ciné-opérateur, c’est l'invention du cinéma dans le cinéma et de la caméra voyeuse,,. Le film suivant de Starewicz, La Cigale et la Fourmi d'après une fable d'Ivan Krylov, fait ressortir la force dramatique de la fable, notamment avec deux scènes d’enterrement et la mort poignante de la cigale.
En 1912, il signe un contrat avec Alexandre Khanjonkov, pionnier du cinéma russe, et part s’installer à Moscou avec sa femme Anna, qui l’assiste au tournage, sa fille Irena et la monteuse Maria Wodzińska, qui devient ensuite directrice du département de montage de la société de production de Khanjonkov. La Cigale et la Fourmi devient le film russe au plus grand tirage de l’époque, avec 140 copies, et le premier à être projeté en dehors de Russie, à Londres et à Paris, au Gaumont-Palace. En quelques années, Starewicz acquiert une notoriété internationale pour ses films d’animations et de dessins animés. 
Starewicz se lance dans la prise de vues réelle en adaptant, conformément au goût de l’époque, de grands classiques de la littérature. En 1913, il emporte un grand succès avec le film La Nuit de Noël d’après Gogol, dans lequel le célèbre acteur Ivan Mosjoukine interprète le premier rôle. Il adapte aussi La Terrible Vengeance (1912) et le Portrait (1915) de Gogol, Rouslan et Ludmilla (1913) de Pouchkine, La Fille de neige (1913) d’après Ostrovski, Jola de Jerzy Żuławski, Pan Twardowski de Józef Ignacy Kraszewski et Cagliostro. Dans ses films jouent des acteurs les plus populaires de l'époque : Olga Gzovskaïa, Vladimir Gajdarow, Evgueni Vakhtangov, Antoni Fertner, Stefan Jaracz, Jan Wiszniewski, Frédéric Jarosy et bien d'autres.
Au début de la guerre de 1914-1918, Starewicz réalise quelques films anti-guerre satiriques, dont Le Lys de la Belgique et le Fils adoptif de Mars, satire politique du Kaiser et des généraux. La guerre l’empêche toutefois de poursuivre dans la voie de l’animation. Après la révolution de février 1917, Khanjonkov quitte Moscou pour Yalta où Starewicz le rejoint début 1918. Il réalise alors surtout des films alimentaires, dont Stella Maris en 1919, tiré du roman de William John Locke. Lorsque l’industrie cinématographique est nationalisée en 1919 et les bolcheviks commencent à menacer de prendre le pouvoir en Crimée, il quitte Yalta pour l’Italie et s’installe rapidement et définitivement en France fin 1919. 

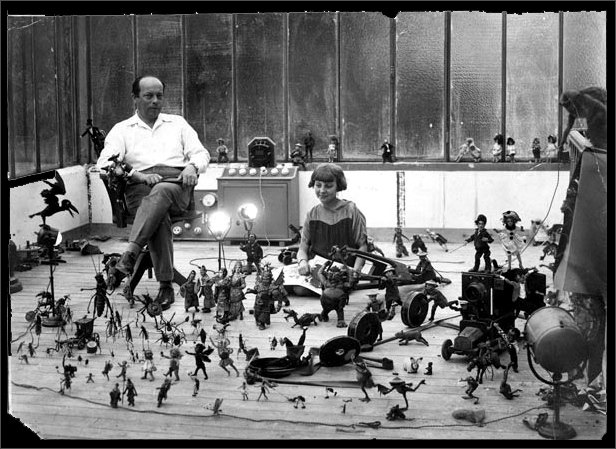
Starewicz dans son atelier

Il s'installe à Fontenay-sous-Bois en 1924. C'est ici qu'il produit ses films d'animation de marionnettes et travaille avec sa famille : sa femme Anna fait les costumes, sa fille Nina est actrice, sa fille aînée Irène est son assistante. Il renoue avec le cinéma d’animation avec Dans les griffes de l’araignée, une histoire dramatique, réalisée en 1920 et sortie en 1924.
Starewicz réalise durant cette période les classiques de sa filmographie : Les Grenouilles qui demandent un roi, Le Rat des villes et le Rat des champs d’après La Fontaine, La Voix du rossignol, Les Yeux du dragon, L’Amour en noir et blanc, dont les marionnettes représentent Charlie Chaplin, Tom Mix, Mary Pickford, La Petite Parade et L’Horloge magique. Sa fille cadette, Janina, joue dans certains films, comme L'Épouvantail, La Reine des papillons, La Voix du rossignol ou La Petite Chanteuse des rues. Il s’agit de la période la plus féconde de son œuvre : il tourne environ deux films par an et son imaginaire et son talent se renouvellent dans chaque film.
En 1929 et 1930, il tourne son chef-d’œuvre, son premier long métrage sonore en noir et blanc, qui est aussi le premier long métrage du cinéma d’animation, Le Roman de Renard, animant des personnages habillés de daim, de velours et de cuir, auxquels il donne véritablement vie : respiration, mouvements des yeux, etc.  Louis Nalpas, l'ancien distributeur des films de Starewicz pour Pathé devenu un producteur, échoue, car il avait choisi pour le film la sonorisation sur disque, qui est tout de suite remplacée dans le marché par la sonorisation sur pellicule. Le film n’est diffusé en Allemagne qu’en 1937 où il remporte de nombreux prix et en 1941 en France, avant de tomber rapidement dans l’oubli. En effet, ce n’est pas le passage au son ou à la couleur qui pose réellement problème à Starewicz, c’est la défaillance des producteurs. 
Le film Poussette reste inachevé. Il existe encore quelques images tournées en 1931. En 1933, il envisageait un projet fantastique, La Création du monde. Starewicz évoquait une mise en scène grandiose, en mêlant prises de vues réelles et animation. Malheureusement, le film reste seulement à l'état de scénario.
En 1933, il commence sa célèbre série avec le chien Fétiche. Fétiche mascotte, dont la longueur originelle a été reconstituée en 2012, est considéré comme un de ses films les plus créatifs. Il signe avec Marc Gelbart pour en faire une série avec ce personnage et tourne : Fétiche prestidigitateur (1934), Fétiche se marie (1935), Fétiche en voyage de noces (1936), Fétiche et les sirènes (1937, pas sonorisé). Fétiche père de famille (1937) reste inachevé, à cause de la malhonnêteté du producteur. Seules six minutes sont tournées de ce dernier.
Il voulait déménager en Pologne et en 1939 il signe un contrat avec le producteur polonais Stefan Katelbach mais la guerre qui éclate l'oblige à rester en France. Il  résidera en France plus de quarante années, mais gardera toujours sa nationalité polonaise. En effet, c’est avec un passeport polonais qu’il arrive de Russie. « Je suis Polonais, ici ou ailleurs, je suis Polonais », affirme-t-il à ses amis. Pendant la guerre, il connaît une période difficile. Il tourne des films publicitaires, tandis que ses œuvres des décennies précédentes tombent dans l’oubli et que sa fille aînée perd la vue. De ces films, aucun n'a été conservé à présent.
En 1946, Starewicz commence à préparer Le Songe d'une nuit d'été d’après Shakespeare, mais son producteur lui envoie des chèques sans provision alors il décide de tout arrêter en 1948. Les marionnettes et quelques décors avaient été fabriqués. Il réalise en collaboration avec Sonika Bo Zanzabelle à Paris, qui remporte la médaille d'or dans la catégorie « Films pour enfants » au Festival de Venise.
En 1949 il réalise son premier film en couleurs, Fleur de fougère, sur une légende scandinave et remporte le premier prix du meilleur dessin animé au XIe festival du film pour enfants organisé dans le cadre de la Biennale de Venise. Ensuite, il tourne deux films en collaboration avec Sonika Bo, Gazouilly petit Oiseau et Un dimanche de Gazouillis. En 1956 il met en scène un renard, un lapin et un ourson, Patapouf, dans Nez au vent. Grâce au succès de ce court métrage, Patapouf et le lapin réapparaissent dans Carrousel boréal, son dernier film.
Il décède en 1965 en laissant Comme chien et chat inachevé.
Depuis 1991, Léona Béatrice Martin, petite fille et biographe de Władysław Starewicz, et son mari François Martin, chercheur indépendant, restaurent et diffusent les films de Władysław Starewicz. La plupart de ses films de la période lituanienne et russe sont perdus mais ses films français sont actuellement disponibles en DVD. Une cinquantaine des films sont actuellement disponibles sur une filmographie qui en compte le double.

## Les marionnettes et le tournage
Elles ont une structure entièrement articulée en fil de fer (cuivre ou plomb) et bois léger, ensuite recouverte de peau de chamois et habillée en divers tissus. La tête est sculptée dans du bois léger et recouverte de peau de chamois aussi. Les yeux sont en perles ou en verre. Elles sont capables de mouvoir les yeux, la bouche, les paupières, et les sourcils grâce à la peau de chamois, qui peut être plissée à volonté pour donner les expressions nécessaires. Certaines sont munies de mécanisme pour respirer. La taille des marionnettes varie selon les plans du tournage : 5-10 centimètres pour les plans éloignés, 20-30 centimètres pour les plans moyens. Les plus grandes marionnettes sont celles du Roman de Renart, dont le lion mesure environ 80 centimètres. Certaines étaient utilisées dans divers films. Par exemple, dans Fétiche mascotte, on peut voir des marionnettes de L'Épouvantail, de La Petite Parade, de L'Horloge magique…
Sur la table de tournage sont posées des plaques de liège qui permettent de fixer la marionnette debout grâce à des clous qui traversent les pieds. Les films sont réalisés image par image, en animation en volume. Pour qu'il n'y ait pas des sauts de lumière entre deux images, Starewicz modifiait ses caméras pour que la lumière du plateau soit directement proportionnelle au temps d’exposition de la pellicule. Pour les mouvements rapides, il bougeait la marionnette pendant l'exposition, cela donnant du flou au mouvement. Pour les courses-poursuites, bien nombreuses dans ses films, la marionnette était suspendue avec des fils invisibles. Pendant le tournage, celle-ci est animée en courant vers une direction, pendant qu'un décor déplaçable enfile vers l'autre, ce qui finalement donne un effet saisissant. Il utilisait aussi des projections de vues réelles.

## Récompenses
- Prix Hugo Riesenfeld du meilleur court métrage de l’année aux États-Unis en 1925 pour La Voix du rossignol (1923)
- Médaille d’or au Festival de Venise en 1949 pour Zanzabelle à Paris (1947)
- Premier prix du dessin animé en 1950 à la Biennale de Venise pour Fleur de fougère (1949)

## Hommages
Le cinéaste Terry Gilliam range Fétiche mascotte au nombre des dix meilleurs films d’animation de tous les temps.
En 2005, Xavier Kawa-Topor et Jean Rubak adaptent trois films courts de Starewicz en long-métrage, sur une musique de Jean-Marie Sénia. Le film, intitulé Les Contes de l'Horloge Magique contribue à la reconnaissance par la presse et le public du génie de Starewicz.
En 2009, Wes Anderson rend hommage au Roman de Renard dans Fantastic Mr. Fox.
En 2012, un nouveau film de Władysław Starewicz a été reconstitué, Fétiche 33-12. Il s'agit de la version originale du film Fétiche mascotte, film de 1933 d'environ 1 000 m, mais réduit par les distributeurs à 600 m.

## Filmographie partielle
1909
- Au-delà du Niemen
- La Vie de la libellule
- Les Scarabées

1910
- La Lutte des cerfs-volants
- La Belle Lucanide (Prekrasnaïa Leoukanidia)
- La Guerre sanglante entre les cornus et les moustachus

1911
- La Vengeance du ciné-opérateur (Mest kinematografitcheskovo)
- Le Noël des insectes
- La Cigale et la Fourmi (Strekoza i mouravieï)

1912
- La Vengeance du ciné-opérateur
- Scènes amusantes de la vie des insectes
- Un voyage sur la lune

1913 : 
- La Nuit de Noël (Notch pered Rojdtesvom)
- Terrible Vengeance (Strachnaïa mest)

1914 : 
- Le Fils adoptif de Mars (Passynok Marsa)
- La Fille des neiges (Sniegourotchka)

1915
- Rouslan et Lioudmila (Rouslan i Lioudmila)
- Le Portrait (Portret)
- Le Lys de Belgique

1917 :
- Sachka le jockey
- Le Pouvoir populaire

1918 : 
- Cagliostro[15]

1919 : 
- Stella Maris

1920 : 
- Dans les griffes de l'araignée, sortie en 1924

1921
- Le Mariage de Babylas
- L'Épouvantail

1922 :
- Les Grenouilles qui demandent un roi

1923
- La Voix du rossignol
- Amour en noir et blanc

1924 : 
- La Petite chanteuse des rues

1925 : 
- Les Yeux du dragon

1926 : 
- Le Rat des villes et le Rat des champs

1927
- La Cigale et la Fourmi, remake du film de 1913
- La Reine des papillons

1928 : 
- L’Horloge magique

1929 :
- La Petite Parade

1931 : 
- Poussette, inachevé

1932
- Le Lion devenu vieux
- Le Lion et le Moucheron
- Comment naît et s'anime une ciné-marionnette

1933 : 
- Fétiche mascotte

1934
- Fétiche prestidigitateur
- Crainquebille, partie animée

1935 : 
- Fétiche se marie

1936 : 
- Fétiche en voyage de noces

1937
- Fétiche chez les sirènes
- Le Roman de Renard
- Fétiche père de famille, inachevé

1947 : 
- Zanzabelle à Paris

1949 : 
- Fleur de fougère

1953 : 
- Gazouilly petit oiseau

1954 : 
- Gueule de bois

1955 : 
- Un dimanche de Gazouilly

1956 : 
- Un nez au vent

1958 : 
- Carrousel Boréal

1965 : 
- Comme chien et chat, inachevé

## Éditions en DVD
- Le monde magique de Ladislas Starewitch, Doriane Films, 2000. Ce DVD comprend les films Le lion devenu vieux, Le rat des villes et le rat des champs (version sonorisée de 1932) Fétiche mascotte et Fleur de Fougère. Bonus: Le rat des villes et le rat des champs (version muette de 1926)

- Le Roman de Renard, Doriane Films, 2005. Bonus: Fétiche en voyage de noces

- Les Contes de l'horloge magique, Éditions Montparnasse, 2005. Contient La Petite Chanteuse des rues, La Petite Parade et L’Horloge magique. Direction artistique Xavier Kawa-Topor. Réalisateur additionnel Jean Rubak. Musique de Jean-Marie Sénia. Avec la voix de Rufus.

- The Cameraman's Revenge and other fantastic tales, Milestone, Image entertainement, 2005. Contient La Vengeance du ciné-opérateur, Le Noël des insectes, Les Grenouilles qui demandent un roi (version courte), La voix du rossignol, Fétiche mascotte et Carrousel boréal. Cette version n'a pas payé pour les droits de l'œuvre de Starewitch.

- Les Fables de Starewitch d’après La Fontaine, Doriane Films, 2011. Contient Le Lion et le Moucheron, Le Rat des villes et le Rat des champs, Les Grenouilles qui demandent un roi, La Cigale et la Fourmi (version de 1927), Le lion devenu vieux et Comment naît et s'anime une ciné-marionnette. Bonus : Le lion devenu vieux (version avec narration française) et Le Rat des villes et le Rat des champs (version sonorisée de 1932)

- Nina Star, Doriane Films, 2013. Comprend les films L'Épouvantail, Le Mariage de Babylas, La Voix du rossignol et La reine des papillons. Bonus:Le mariage de Babylas (colorisé), La Reine des papillons (version distribuée au Royaume uni) Comment naît et s'anime une ciné marionnette

- L'homme des confins, Doriane Films, 2013. Contient Dans les griffes de l'araignée, Les Yeux du dragon et Amour en noir et blanc. Bonus: Les Yeux du dragon (version sonorisée de 1932), Amour noir et blanc (version sonorisée de 1932) et Comment naît et s'anime une ciné marionnette

- Fétiche 33-12, Doriane Films, 2013, Bonus: Fétiche mascotte, Gueule de bois, Comment naît et s'anime une ciné marionnette

- Les aventures de Fétiche, Doriane Films, 2014. Comprend les films de la série de Fétiche : Fétiche mascotte, Fétiche prestidigitateur, Fétiche se marie, Fétiche en voyage de noces et Fétiche chez les sirènes. Bonus : Fétiche père de famille (inachevé), Des essais, des études de mouvement, images non retenues, proposition de placement de marque et " Comment naît et s'anime une ciné marionnette.

- Coffret Ladislas Starewitch 1882-1965, 5 DVD , Doriane Films, 2015. Comprend les programmes Nina Star, L'homme des confins, Fétiche 33-12 et Les aventures de Fétiche et un fascicule de 12 pages avec des illustrations et trois textes. ("Le voyage initiatique" de Ladislas Starewitch, biographie, filmographie).

- Carrousel, Doriane Films, décembre 2018. DVD qui regroupe ses films en couleurs réalisés après la seconde guerre mondiale. Comprend Fleur de fougère (version en couleurs), Gazouilly petit oiseau, Un dimanche de Gazouilly, Nez au vent, Carrousel Boréal, de nombreux bonus dont son dernier projet Comme chien et chat et un livret de 16 pages avec illustrations et textes (L. Starewitch, subtil et pudique)[16].

### Documents d'époque
- « Les poupées animées de W. Starewitch », Cinéa-Ciné pour tous, 15 décembre 1923, p. 19-20. [lire en ligne], sur Gallica.